# Citroën DS

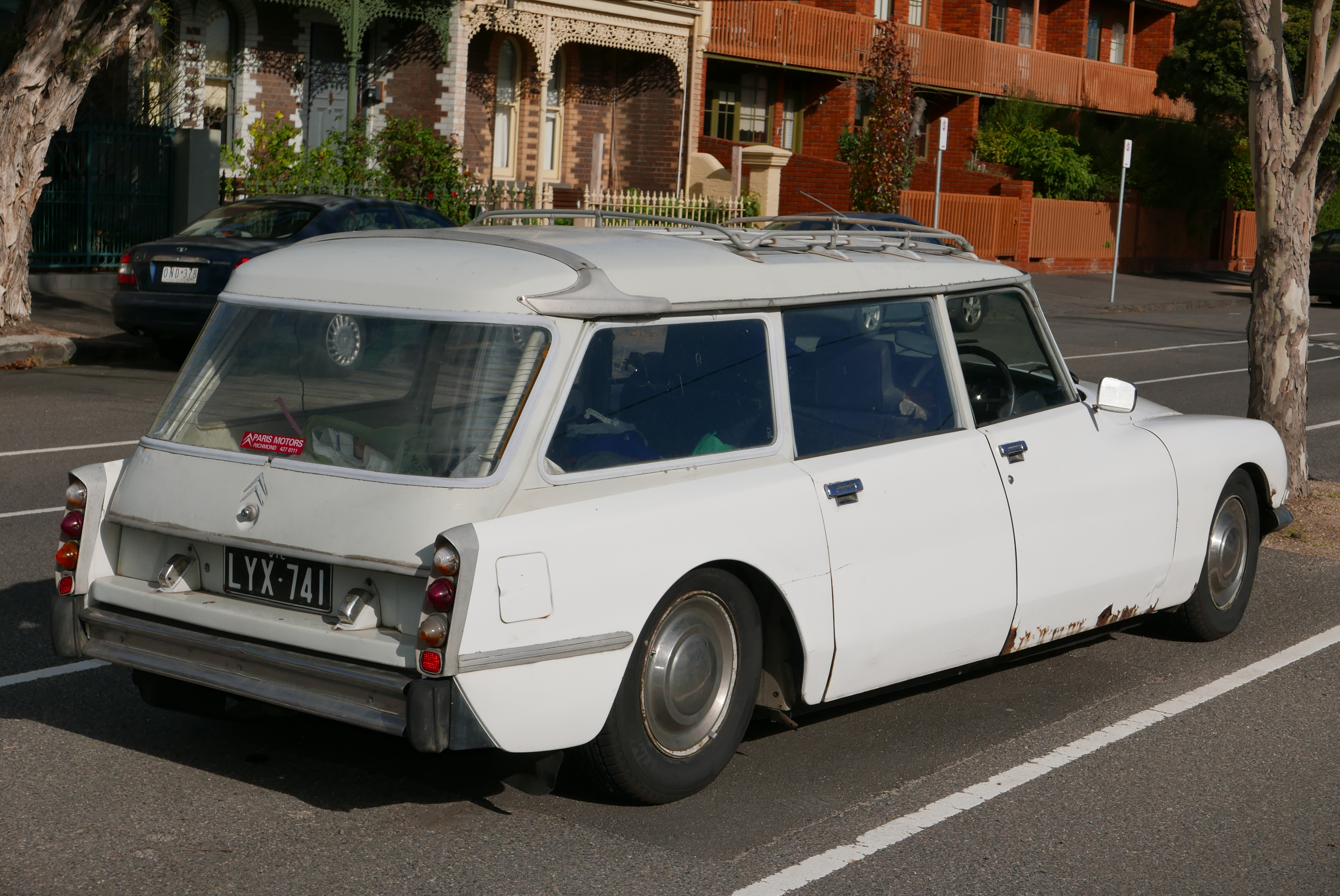
Parte traseira de um Citroën DS Break.

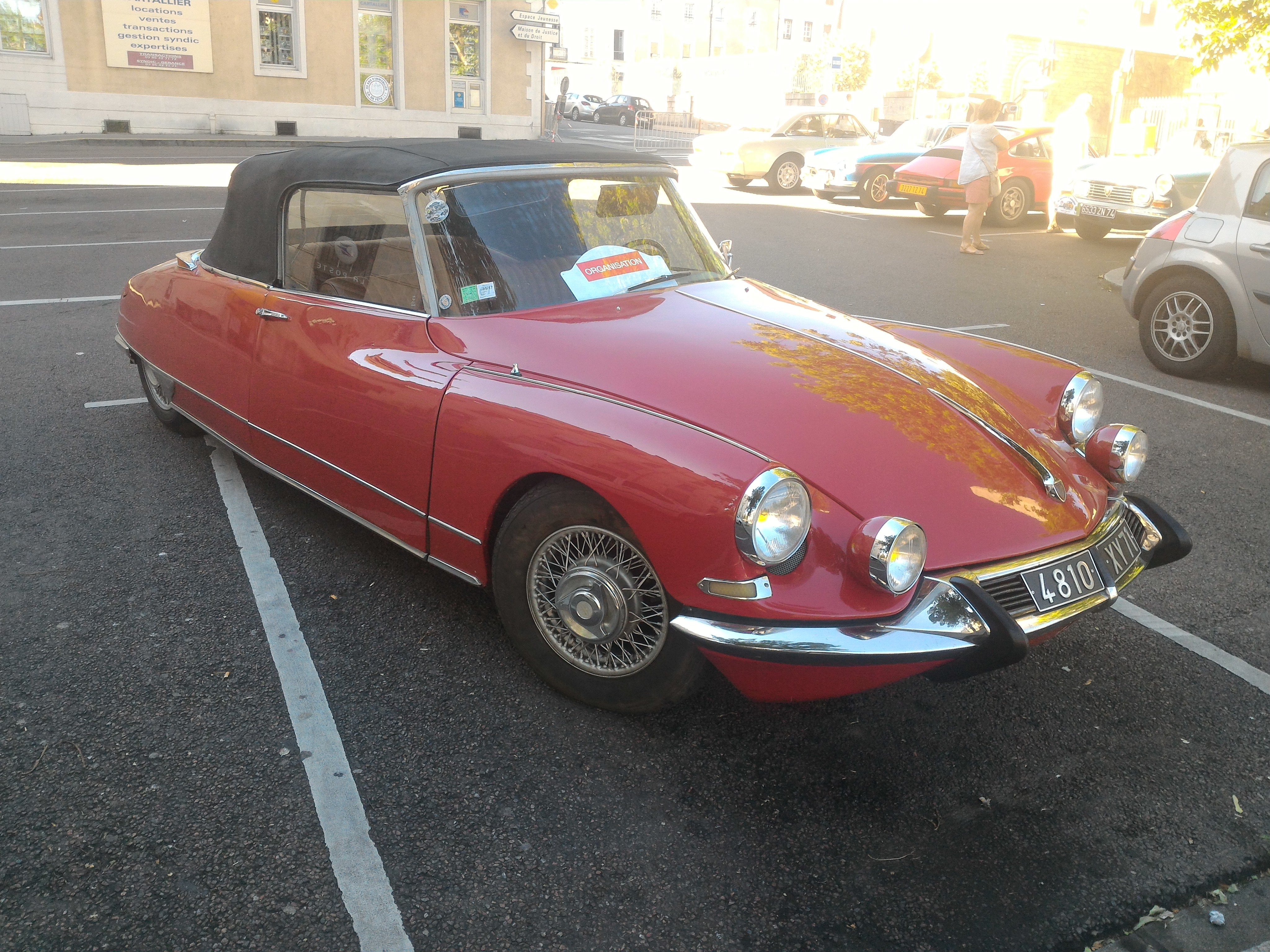
Citroën DS descapotável.

O Citroën DS, conhecido em Portugal por boca-de-sapo, foi um automóvel fabricado e comercializado pela fabricante de automóveis francesa Citroën de 1955 a 1975. Desenhado pelo escultor italiano e designer industrial Flaminio Bertoni e pelo engenheiro aeronáutico francês André Lefèbvre, o DS ficou conhecido por sua carroceria aerodinâmica de design futurístico e pela tecnologia inovadora, que incluía uma suspensão hidropneumática.
Apenas nos primeiros quinze minutos da apresentação do Citroen DS no Paris Motor Show foram vendidos mais de 749 exemplares e, no final do evento, esta marca já gozava de uma encomenda de 120.000 exemplares.
Em 1967, surge uma reestilização do Citroën DS, com a frente modificada, fruto da adaptação, onde surgiram os primeiros faróis direcionais, estes, os mais pequenos e interiores, giravam acoplados ao movimento da direção e, menos percetível, os maiores do lado de fora, giravam ligeiramente acoplados ao movimento da suspensão, mantendo assim a linha de luz relativamente fixa no horizonte, não subindo ou descendo com os movimentos do amortecimento).
Entre 1955 e 1975 foram produzidas 1.456.115 unidades do Citroën DS.

## Reedição de 2009
Em 2009 a Citroën preparou o lançamento de uma marca DS, ainda dependente da Citroën. O novo modelo, cujo conceito foi apresentado em março daquele ano no Salão do Automóvel de Genebra, foi lançado no mercado em 2010. O novo carro saiu em 3 modelos: DS3, DS4 e DS5.
A marca virou-se independente em 2014.

## Carros-conceito
Há vários outros modelos da linha DS, mas que são carros-conceito: DS Survolt, DS Wild Rubis, DS GT by Citroën, entre outros.